# Tauro FC
A Tauro FC egy panamavárosi labdarúgóklub, az úgynevezett panamai „négy nagy” csapat egyike. Hazai pályája az Estadio Rommel Fernández, amely a panamai labdarúgó-válogatottnak is otthona. Legfőbb riválisa a CD Plaza Amador: a két csapat találkozója, a clásico panameño a legnagyobb országos rangadó.

## Története
A Tauro FC-t 1984. szeptember 22-én alapította az olasz származású Giancarlo Gronchi, azonban ebben az időszakban még nem létezett professzionális labdarúgás Panamában, így a csapatot azért hozta létre, hogy egy, az országban élő külföldi közösségek által játszott bajnokságban, az ADECOPA-ban szerepeljenek. Egészen 1988-ig egy kerületi ligában játszottak, akkor azonban hat másik klubbal együtt megalapították az ANAPROF (Asociación Nacional Pro Fútbol) nevű szervezetet, és létrehozták a hivatalos országos bajnokságot.
A Tauro fekete–fehér színe az alapító Gronchi kedvenc csapatának, a Juventusnak a színeiből származik. A panamai bajnokság történetének első gólját a Tauro játékosa, Carlos Maldonado lőtte, éppen a később nagy riválissá váló CD Plaza Amador ellen. Mindjárt a második bajnoki évben, 1989-ben bajnoki címet tudtak szerezni, méghozzá az uruguayi Miguel Mansilla edző vezérletével. Szintén bajnokok lettek 1991-ben, majd 1997-ben és 1998-ban először fordult elő, hogy győzelmük után a címvédés is sikerült. További bajnoki címeket szereztek 2000-ben, a 2003-as Aperturában, a 2003-as Clausurában, a 2006-os Clausurában, a 2007-es Aperturában, a 2010-es Aperturában, a 2012-es Clausurában, a 2013-as Aperturában és a 2017-es Clausurában.